# زابوینیتسا
زابوینیتسا (به صربی: Zabojnica) یک منطقهٔ مسکونی در صربستان است که در کنیچ واقع شده‌است. زابوینیتسا ۵۰۰ نفر جمعیت دارد.